# Maria Skobcova
Maria Skobcova (rusky Мария Скобцова) známá jako (sv.) matka Marie z Paříže (francouzsky Mère Marie), narozená Jelizaveta Jurjevna Pilenková (Елизавета Юрьевна Пиленко), po prvním manželství příjmením Kuzmina-Karavajeva (Кузьмина-Караваева; 20. prosince 1891 Riga – 31. března 1945 koncentrační tábor Ravensbrück) byla ruská šlechtična, básnířka, řeholnice a členka francouzského odboje během druhé světové války. Roku 1985 byla vyhlášena Spravedlivou mezi národy a roku 2004 byla v pravoslavné církvi prohlášena za svatou.

## Život
Jelizaveta Jurjevna Pilenková se narodila v aristokratické rodině v roce 1891 v Rize, když to byla část Ruské říše. Její otec zemřel, když byla ještě nedospělá, a tehdy se stala ateistkou. V roce 1906 se její matka přestěhovala s rodinou do Petrohradu, kde se Jelizaveta zapojila do radikálních intelektuálních kruhů. V roce 1910 se Jelizaveta provdala za bolševika jménem Dmitrij Kuzmin-Karavajev. Během tohoto období jejího života byla aktivně zapojena do literárních kruhů a psala mnoho poezie. Její první kniha Skýtské střepy (Скифские черепки) obsahuje poezii z tohoto období. Roku 1913 její manželství s Dmitrijem skončilo a ona se postupně přiklonila k pravoslavné víře.
Pohled na Kristovo lidství – „On také zemřel. Potil krev. Udeřili ho do tváře.“ – ji začal přitahovat zpět ke křesťanství. Odstěhovala se – nyní se svou dcerou Gajanou – na jih Ruska, kde prohloubila svou náboženskou víru.

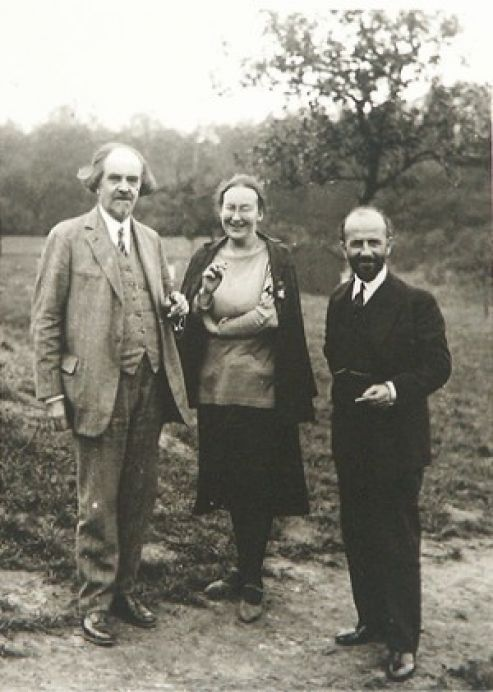
Nikolaj Berďajev a Maria Skobcova

Hněvala se na Lva Trockého kvůli tomu, že neumožnil konat sjezd eserů, a naplánovala na něj atentát, ale přátelé ji odradili a poslali ji do Anapy. V roce 1918, po bolševické revoluci, byla zvolena zástupkyní starosty Anapy v jižním Rusku. Když protikomunistická bílá armáda ovládla Anapu, starosta uprchl a ona se stala starostkou města. Bílí ji postavili před soud za to, že patří k bolševikům. Soudcem však byl její bývalý učitel Daniel Skobcov a osvobodil ji. Brzy se do sebe zamilovali a vzali se.
Aby se v neklidné době vyhnuli nebezpečí, uprchli Jelizaveta, Daniel, Gajana a Jelizavetina matka Sofia ze země. Jelizaveta byla těhotná se svým druhým dítětem. Nejprve cestovali do Gruzie (kde se jim narodil syn Jurij), a poté do Jugoslávie (kde se jim narodila dcera Anastasia). Nakonec v roce 1923 dorazili do Paříže. Jelizaveta se brzy začala věnovat studiu teologie a sociální práci.
V roce 1926 Anastasia zemřela na chřipku. Gajana byla poslána do Belgie na internátní školu. Manželství Daniela a Jelizavety se brzy nato rozpadlo. Jurij zůstal s Danielem a Jelizaveta se přestěhovala do Paříže, aby pracovala přímo s těmi, kteří to nejvíce potřebovali.
Její biskup ji povzbudil, aby složila řeholní sliby, což udělala pouze s výminkou, že nebude muset žít v klášteře, izolovaná od světa. V roce 1932 byl se svolením Daniela Skobcova vykonán církevní rozvod a Jelizaveta složila řeholní sliby. Přijala řeholní jméno Marie. Jejím zpovědníkem byl otec Sergej Bulgakov. Později jí byl jako duchovní přidělen otec Dmitrij Klepinin.
Matka Marie udělala z pronajatého domu v Paříži svůj „klášter“. Bylo to místo s otevřenými dveřmi pro uprchlíky, potřebné a osamělé. Brzy se také stalo centrem intelektuální a teologické diskuse. V osobě matky Marie tyto dva prvky – služba chudým a teologie – šly ruku v ruce.

## Smrt
Po pádu Francie v roce 1940 se u Marie začali hlásit Židé a prosili o křestní listy, aby se vyhnuli perzekuci. Falešná osvědčení o křtu jim vystavoval otec Dmitrij. Mnoho Židů s nimi zůstalo. Poskytli jim útočiště a pomohli řadě z nich uprchnout ze země. Nakonec byl dům uzavřen. Matka Marie, otec Dmitrij, Jurij a Sofia byli zatčeni Gestapem. Dmitrij a Jurij zemřeli v koncentračním táboře Dora.
Matka Marie byla poslána do koncentračního tábora Ravensbrück. Na Bílou sobotu 1945 neprošla selekcí a byla poslána do plynové komory.

## Odkaz
Matka Marie byla kanonizována (prohlášena za svatou) výnosem Posvátného synodu Ekumenického patriarchátu dne 16. ledna 2004. Slavnostní prohlášení matky Marie spolu s o. Dmitrijem, Jurijem a Iljou Fondaminským za svaté se konaly v katedrále Alexandra Něvského v Paříži ve dnech 1. a 2. května 2004. Jejich svátek je 20. července.
Za své úsilí o záchranu Židů byla matka Marie spolu s O. Dmitrijem roku 1985 poctěna titulem Spravedlivý mezi národy.
Mariin život byl vykreslen v sovětském filmu s Ljudmilou Kasatkinou v hlavní roli.
Podle pravoslavného metropolity Anthonyho (Blooma) je „Matka Maria světcem dnešní doby a pro dnešní dobu; je ženou z masa a krve proniknutou Boží láskou, která zblízka vzdorovala problémům tohoto století.“